# Spartacus-barlang
A Spartacus-barlang a Duna–Ipoly Nemzeti Park területén lévő Pilis hegységben, a Pilisszentkereszt szélén található Vaskapu-hegyen elhelyezkedő egyik barlang.

## Leírás
A Vaskapu-völgyben, fokozottan védett területen lévő barlang a Vaskapu-völgy felső elágazásától D-re elhelyezkedő sziklaborda mellett felkapaszkodva közelíthető meg. A második nagy, egybefüggő sziklacsoport É-i aljában fekszik a barlang szép formájú bejárata. A bejárat mögött egy tekintélyes méretű terem húzódik. A bivakolásra kitűnően alkalmas teremből egy egyszemélyes, szépen oldott cső kanyarog tovább. A triász mészkőben létrejött barlangban kis oldott kürtők, a bejárati teremben pedig szép montmilch figyelhető meg. A könnyen járható, engedély nélkül megtekinthető barlangot mindenképpen érdemes felkeresni, bejárásához csak barlangjáró alapfelszerelés használata szükséges.
1997-ben volt először Spartacus-barlangnak nevezve a barlang az irodalmában.

## Kutatástörténet
Az 1967-ben napvilágot látott, Pilis útikalauz című könyvben meg van említve, hogy a Szoplák-völgyi-barlang környékén, a Vaskapu-völgyben sok kis üreg bújik meg a bokrok között. Az 1974-ben megjelent, Pilis útikalauz című könyvben, a Pilis hegység és a Visegrádi-hegység barlangjainak jegyzékében (19–20. old.) meg van említve, hogy a Pilis hegység és a Visegrádi-hegység barlangjai között vannak a Vaskapu-völgyi barlangok. A Pilis hegység barlangjait leíró rész szerint egy erdei kunyhó mellett befordul a kék négyzet jelzésű turistaút a Vaskapu-völgybe, majd kb. fél km után, az út mellé lehúzódó sziklás hegyoldalban üregek és kis barlangok egész sora található. Ezek a vaskapu-völgyi barlangok (kőfülkék, sziklaodúk), amelyek közül kiemelkedik méreteivel, cseppköveivel és érdekes formáival a Pilis-barlang.
Az 1991-ben megjelent útikalauzban meg van ismételve az 1974-es útikalauzban lévő rész, amely a vaskapu-völgyi barlangokat ismerteti, azzal a különbséggel, hogy az erdei kunyhó mellett a piros jelzésű turistaút fordul be a Vaskapu-völgybe. Az 1996. évi barlangnap túrakalauzában meg van említve, hogy a vaskapu-völgyi barlangok, kőfülkék és sziklaodúk közül mind méretével, mind érdekes formáival, cseppköveivel kiemelkedik a Pilis-barlang.
1997. május 5-én Regős József mérte fel a barlangot, majd 1997. május 9-én Kraus Sándor a felmérés alapján megrajzolta a barlang alaprajz térképét és 3 keresztmetszet térképét. Az alaprajz térképen megfigyelhető a 3 keresztmetszet elhelyezkedése a barlangban. A térképeken 1:100 méretarányban van bemutatva a barlang. A térképlapon jelölve van az É-i irány. 1997. májusban Kraus Sándor rajzolt egy helyszínrajzot, amelyen a Pilis-barlang környékén lévő üregek földrajzi elhelyezkedése van ábrázolva. A rajzon látható a Spartacus névvel jelölt barlang földrajzi elhelyezkedése. Kraus Sándor 1997. évi beszámolójában az olvasható, hogy az 1997 előtt is ismert Spartacus-barlangnak 1997-ben készült el a térképe. Jelentős barlang, amelyet lehet, hogy azonosítani kell. A jelentésbe bekerült az 1997-ben készült helyszínrajz.